# Luis Miguel
Luis Miguel, geboren als Luis Miguel Gallego Basteri (San Juan (Puerto Rico), 19 april 1970), is een Mexicaanse zanger van Latijns-Amerikaanse muziek. Hij is een bekendheid in Latijns-Amerika en wordt wel El Sol de México genoemd. Tot 2015 heeft hij meer dan 100 miljoen platen verkocht.

## Biografie
Zijn debuutalbum Un Sol verscheen in 1982 bij EMI/Mexico. Miguel was destijds elf jaar oud. In 1985 nam hij deel aan het Festival van San Remo en in datzelfde jaar zong hij samen met Sheena Easton het duet Me Gustas Tal Como Eres. Hiervoor ontving hij zijn eerste Grammy Award. In 1991 kwam zijn album Romance uit met bolero's uit de jaren vijftig, dat één van zijn grootste successen werd. Romance werd het op twee na best verkochte muziekalbum in Mexico en één van de best verkochte Spaanstalige albums aller tijden. In 1993 werd Miguel door Frank Sinatra uitgenodigd om samen met hem op te treden tijdens een speciale televisie-uitzending ter gelegenheid van Sinatra's tachtigste verjaardag. Zijn album Romances uit 1997 werd het eerste Spaanstalige album ooit dat debuteerde op nummer 14 in de Billboard Top 200. In 2005 verscheen het kerstalbum Navidades met Spaanse kerstliedjes. Het recentste album is getiteld Luis Miguel en werd uitgebracht in 2010. 
Luis Miguel treedt regelmatig op in The Colosseum at Caesars Palace in Las Vegas. Met de Luis Miguel Tour, de recentste concerttour, bezocht hij 22 landen in Noord-Amerika, Zuid-Amerika en Europa.

## Persoonlijk
Miguel heeft drie kinderen uit twee relaties. Zijn geboortedatum is op 18 april, maar hij viert zijn verjaardag op 19 april, omdat dat de dag was dat zijn vader Luisito Rey (1945-1992) hem registreerde bij de burgerlijke stand van Puerto Rico.

## Discografie
- 1982:  Un sol
- 1982:  Directo al corazón
- 1983:  Ya nunca más
- 1983:  Decídete
- 1984:  Palabra de honor
- 1984:  Meu sonho perdido
- 1985:  Fiebre de amor
- 1986:  Amándote a la italiana
- 1986:  Tambien es rock
- 1987:  Soy como quiero ser
- 1988:  Busca una mujer
- 1990:  20 años
- 1991:  Romance
- 1992:  América & en vivo
- 1993:  Aries
- 1994:  Segundo romance
- 1995:  El concierto
- 1996:  Nada es igual
- 1997:  Romances
- 1998:  Todos los romances
- 1999:  Amarte es un placer
- 2000:  Vivo
- 2001:  Mis romances
- 2002:  Mis boleros favoritos
- 2003:  33
- 2004:  México en la piel
- 2005:  México en la piel
- 2005:  Grandes èxitos
- 2006:  Navidades
- 2008:  Cómplices
- 2009:  No culpes a la noche
- 2010:  Luis Miguel
- 2014:  Déjà Vu
- 2017:  ¡México por siempre!

### Video's
- 1989:  Un año de conciertos
- 1991:  Luis Miguel: 20 años
- 1992:  Romance: en vivo
- 1995:  El concierto
- 1996:  Los videos
- 2000:  Vivo
- 2001:  Romances
- 2002:  Mis boleros favoritos
- 2005:  México en la piel
- 2005:  Grandes exitos

- Biblioteca Nacional de Chile: 000037422
- Biblioteca Nacional de España: XX890146
- Bibliothèque nationale de France: cb139354393 (data)
- Gemeinsame Normdatei: 134462718
- International Standard Name Identifier: 0000 0000 5949 8844
- Library of Congress Control Number: n92032208
- MusicBrainz: 90270118-8ed0-4446-bf97-8a09b3f9e8f3
- Nationale Bibliotheek van Israël: 987007419840505171
- Nederlandse Thesaurus van Auteursnamen: 071310223
- ORCID: 0000-0002-1977-4239
- Istituto Centrale per il Catalogo Unico: DDSV050555
- Virtual International Authority File: 54336178
- WorldCat: E39PBJfMppr3WPTCRJwQYy4THC